# ويليام فان ألين
ويليام فـان ألين (بالإنجليزية: William Van Alen) هو مهندس معماري أمريكي، ولد في 10 أغسطس 1883 في بروكلين في الولايات المتحدة، وتوفي في 24 مايو 1954 في نيويورك في الولايات المتحدة.

## وصلات خارجية
- ويليام فـان ألين على موقع الموسوعة البريطانية (الإنجليزية)